# Portrait du jeune Eutyches
Le Portrait du jeune Eutyches, également connu sous le nom de Portrait de jeune garçon, est un portrait du Fayoum du IIe siècle réalisé par un artiste égyptien anonyme. Le portrait représente un jeune garçon et fait partie de la collection du Metropolitan Museum of Art de New York.

## Histoire
Le panneau représente un jeune garçon, nommé « Eutyches, affranchi de Kasanios » par une inscription sur le portrait. L'œuvre a été réalisée après la mort du garçon et, en tant que telle, l'image est classée parmi les portraits du Fayoum. De tels portraits mortuaires étaient populaires au Ier siècle apr. J.-C. pendant la domination de l'Empire romain sur l'Égypte, laquelle était dominée par une classe supérieure de Grecs ethniques. Ce mélange des cultures romaine, grecque et égyptienne dans la province impériale d'Égypte a donné naissance à une forme d'art unique qui s'inspire de la Grèce classique et de l'Égypte antique tout en utilisant des matériaux fournis par l'économie florissante de Rome,.

### Provenance
Le Portrait du jeune Eutyches a été offert au Metropolitan Museum of Art par Edward Harkness en 1918. Le portrait est actuellement exposé au musée.

## Description
La peinture illustre une fusion de méthodes de portraits classiques à la grecque, de vêtements romains, de matériaux de peinture et de la vénération historique égyptienne pour les morts. Le portrait, réalisé à la peinture à l'encaustique sur panneau de bois, était destiné à être placé sur le visage des défunts après leur momification. Contrairement à certains portraits de momies antérieurs, l'œuvre est ici fortement influencée par la tradition artistique gréco-romaine par opposition à l'égyptienne,.
Le portrait utilise des couleurs claires et sombres associées à de larges coups de pinceau pour modeler le visage du garçon. Le fond olive du panneau est utilisé pour contraster le teint bronzé et les cheveux foncés du sujet, ainsi que pour créer une impression de profondeur. Le garçon est habillé d'un vêtement blanc.